# Jenx
Jenx est un groupe de metal industriel français, originaire de Bordeaux, en Gironde. Jenx saura imposer sa touche metal industrielle dans la scène française en jouant notamment aux côtés de Oomph!, Dagoba, In Extremo, Loudblast, Les Tambours du Bronx, Gojira, Wormachine, Watcha, Jairus, Svinkels, et Punish Yourself. 
Formé par des membres originaires de divers horizons de la scène aquitaine, les influences sont éclectiques mais le but est unique : créer une identité propre au sein d'un projet complet. Le groupe élabore un métal énergique, lourd et puissant, teinté de sonorités industrielles grâce aux samples et batteries électroniques additionnelles.

## Biographie
Jenx est formé en 2003, à Bordeaux, en Gironde. Cette même année, le groupe publie son premier EP-démo auto-produit intitulé Unusual, au label Mono-Emotional Records. En janvier 2005, le groupe est annoncé aux Printemps de Bourges le jeudi 21 avril. Entretemps, ils s'occupent de la préproduction de nouveaux titres pour un album à venir à la fin de 2005, enregistré au label Bud Records, mixé au Conkrete Studio. et masterisé par Jean-Pierre Bouquet à l'Autre Studio en 2006. Leur tout premier album studio, intitulé Fuseless, est publié en février 2007.
Jenx revient en 2012 et annonce sa signature au label Klonosphère ainsi que la sortie de leur deuxième album studio, Enuma Elish. Ils postent deux bandes-annonces en soutien à l'album. Enuma Elish est annoncé pour le 23 avril 2012 en Europe, et est enregistré et mixé par Stéphane Schott aux Lyynk Studios. Le 1er mai 2012, Jenx poste une vidéo lyrique de la chanson homonyme, réalisée par Julien Rodrigues d'Invert Productions. L'album Enuma Elish est annoncé le 11 mai en Amérique du Nord par Season of Mist. Le 23 octobre 2013, ils postent le clip de la chanson Chains of Labor issue d'Enuma Elish.

## Membres
- Xav - chant, basse
- Jessy - guitare
- Tiko - batterie
- Max - guitare
- Lyynk - claviers, basse
- Gérald - guitare (2003-2006)

## Discographie
- 2004 : Unusual (EP)
- 2004 : Mekamemories (BD interactive)
- 2007 : Fuseless
- 2012 :Enuma Elish